# Roketsan Levent
Roketsan Levent je perspektivní raketový systém blízké obrany vyvíjený tureckou společností Roketsan. Je zamýšlen jako alternativa k americkému systému RIM-116 Rolling Airframe Missile. Jeho hlavním úkolem je obrana proti nadzvukovým i podzvukovým protilodním střelám, dronům, či vrtulníkům. Systém má celokruhové pokrytí a funguje za každého počasí. Využívá derivát protiletadlové řízené střely Roketsan SUNGUR s dosahem 11 km.

## Historie
Poptávka po raketovém systému bodové obrany vznikla v důsledku amerických sankcí CAATSA, které zkomplikovaly provoz systémů protiletadlové řízené střely na plavidlech tureckého námořnictva. Sankce rovněž znemožnily dodávku nových systémů pro fregaty třídy Istanbul (nahradil je kanónový komplet Aselsan Gökdeniz). Na veletrhu IDEF 2021 (International Defense Exhibition and Fair) v Istanbulu společnost Roketsan informovala o vývoji systému a vystavila jeho zmenšenou maketu. Konkurenční obdobně koncipovaný systém Göksur (původně Gökdeniz ER) představila i turecká společnost Aselsan. Na veletrhu IDEF 2023 byly vystaveny vývojové verze obou systémů. Mezinárodně byl poprvé vystaven na veletrhu DIMDEX 2024 v Kataru. Dne 10. října 2024 absolvoval první zkušební střelby. Využita při nich byla menší verze systému nesoucí jedenáct střel Levent a vybavená vlastními senzory.

## Popis
Systém může využívat senzory mateřského plavidla, ale existuje i autonomní verze, vybavená senzory vlastními. Využívá protiletadlové řízené střely Levent, které jsou derivátem střel Roketsan Sungur. Střela Levent má průběr 128 mm a dosah 11 km.